# Tortola
Tortola é a maior ilha das Ilhas Virgens Britânicas, uma dependência do Reino Unido nas Caraíbas (Caribe), que corresponde à metade oriental das Ilhas Virgens.
Tortola é uma ilha montanhosa de 19 km de comprimento e 5 km de largura. A área total é de 55,7 km2. A ilha foi formada pelo vulcanismo, sendo o seu ponto mais alto o Monte Sage, de 530 metros de altitude.

## História

### Período pré-hispânico
As Ilhas Virgens foram local de habitação de vários povos caribenhos antes da chegada dos espanhóis à América. Apesar de estes povos, em grande parte provenientes da América do Sul praticarem alguma forma de agricultura, a maioria da sua sustentação era obtida através da pesca em recife e em mar alto.
Em Tortola, evidências arqueológicas mostram a ocupação da ilha pela cultura Saladóide tardia, e muito mais proeminentemente pela cultura Ostionóide, que utilizou vários locais na ilha, tanto como locais de culto religioso como de lazer e habitação. Durante este período, a ocupação concentrou-se principalmente nas zonas costeiras da ilha.

### Ocupação Europeia
Apesar de Cristóvão Colombo ter visitado as Ilhas Virgens na sua segunda viagem às Caraíbas, não passou pela ilha de Tortola.

A ilha não foi colonizada por Espanha, mas sim pelos Países Baixos, que construíram um forte na ilha em 1648.
1. ↑  «The Island of Tortola | British Virgin Islands Tourism». The British Virgin Islands (em inglês). Consultado em 2 de fevereiro de 2025
2. 1 2 3  Drewett, Peter L. (2000). Prehistoric settlements in the Caribbean: fieldwork in Barbados, Tortola and the Cayman Islands. Londres: Archetype publications for the Barbados Museum and historical society
3. ↑  Hayward, Michele H.; Atkinson, Lesley-Gail; Cinquino, Michael A., eds. (2010). Rock art of the Caribbean. Col: Caribbean archaeology and ethnohistory. Tuscaloosa: University of Alabama Press
4. ↑  A. Reid, Basil; Gilmore, R. Grant (2014). Encyclopedia of Caribbean Archaeology. Gainesville: University Press of Florida. ISBN 978-0-8130-4420-0
5. ↑  Bergreen, Laurence (2011). Columbus: The Four Voyages, 1492-1504. East Rutherford: Penguin Publishing Group
6. ↑  Gibson, Carrie (2014). Empire's crossroads: a history of the Caribbean from Columbus to the present day. New York: Atlantic Monthly Press : Distributed by Publishers Group West. OCLC 871211451
7. ↑  C. Work, J. A Short History of the Virgin Islands. St. Thomas: Carib Graphic Arts